# 미소를 띄우며 나를 보낸 그 모습처럼 (이은하의 노래)
<미소를 띄우며 나를 보낸 그 모습처럼>는 대한민국의 여성 가수 이은하에 의해 발표된 곡이다. 1986년 발매된 이은하의 장덕 작품집 음반 《미소를 띄우며 나를 보낸 그 모습처럼》의 A면 머릿곡이자 동명 타이틀 곡으로 발표되었다. 작사는 이은하, 작곡은 이은하의 절친이었던 장덕이 하였다. 이 곡은 2000년 김지운 감독의 영화 반칙왕의 배경음악으로 사용된 적이 있고, 2008년 MBC 스페셜 최진실 편에서도 배경음악으로 사용된 적이 있다.

## 배경
'이은하와 호랑이'를 결성하여 활동하던 시절 이은하는 밴드의 기타리스트와 사랑하게 되고 결혼까지 하기로 하였다. 하지만 안정적인 사람과의 결혼을 바라는 아버지의 반대로 결국 사랑의 결실을 이루지 못했고 이은하는 이후 그 실연의 아픔을 담은 곡을 발표하게 되는데, 바로 그 곡이 <미소를 띄우며 나를 보낸 그 모습처럼>이다. 가사는 이은하가 썼지만 곡은 이은하의 절친이자 지금은 고인이 된 뮤지션 장덕이 썼다. 당시 장덕과 이은하는 나이가 같아 걱정이나 고민거리를 많이 나눴고 음악적으로도 많은 교류를 했다. <미소를 띄우며 나를 보낸 그 모습처럼>을 두 사람이 함께 만들면서도 이은하는 장덕의 도움으로 실연의 아픔을 이겨 낼 수 있었다.

## 특징
이 곡은 슬픔의 감정을 가슴에 감추고 절제하며 부르고 있는 것이 특징이다. 이은하는 슬픔을 가슴에 감추지 않고 울부짖는 것을 당연시 하며 그 때까지 노래해 왔지만 당시의 고정관념을 깨고 슬픔의 감정을 가슴에 감추고 절제하는 창법을 요구하는 장덕으로 인해 이 곡에서 창법의 변화를 시도하게 되었다. 훗날 이은하는 <미소를 띄우며 나를 보낸 그 모습처럼>이 2, 30년이 지난 지금까지 끊임없는 리메이크가 되고 명곡 반열에 들게 되면서 왜 장덕이 당시 그것을 요구했는지 이제야 알게 됐다고 고백하고 있다.

## 커버 버전
- 2024 - leejean - 정숙한 세일즈
- 2015 - 루나 - 미소를 띄우며 나를 보낸 그 모습처럼 (싱글 1집)
- 2008 - 웅산 - Fall In Love (정규 4집)
- 2004 - JK 김동욱 - Memories In Heaven (정규 2.5집)
- 2004 - 남예지 - Am I Blue? (정규 1집)
- 2000 - 조성모 - Classic (정규 2.5집)
- 1995 - 투투 - TWO TWO 2 (정규 2집)
- 1994 - 신수경 - 소녀 (정규 2집)